# Waldbrunn (Odenwald)

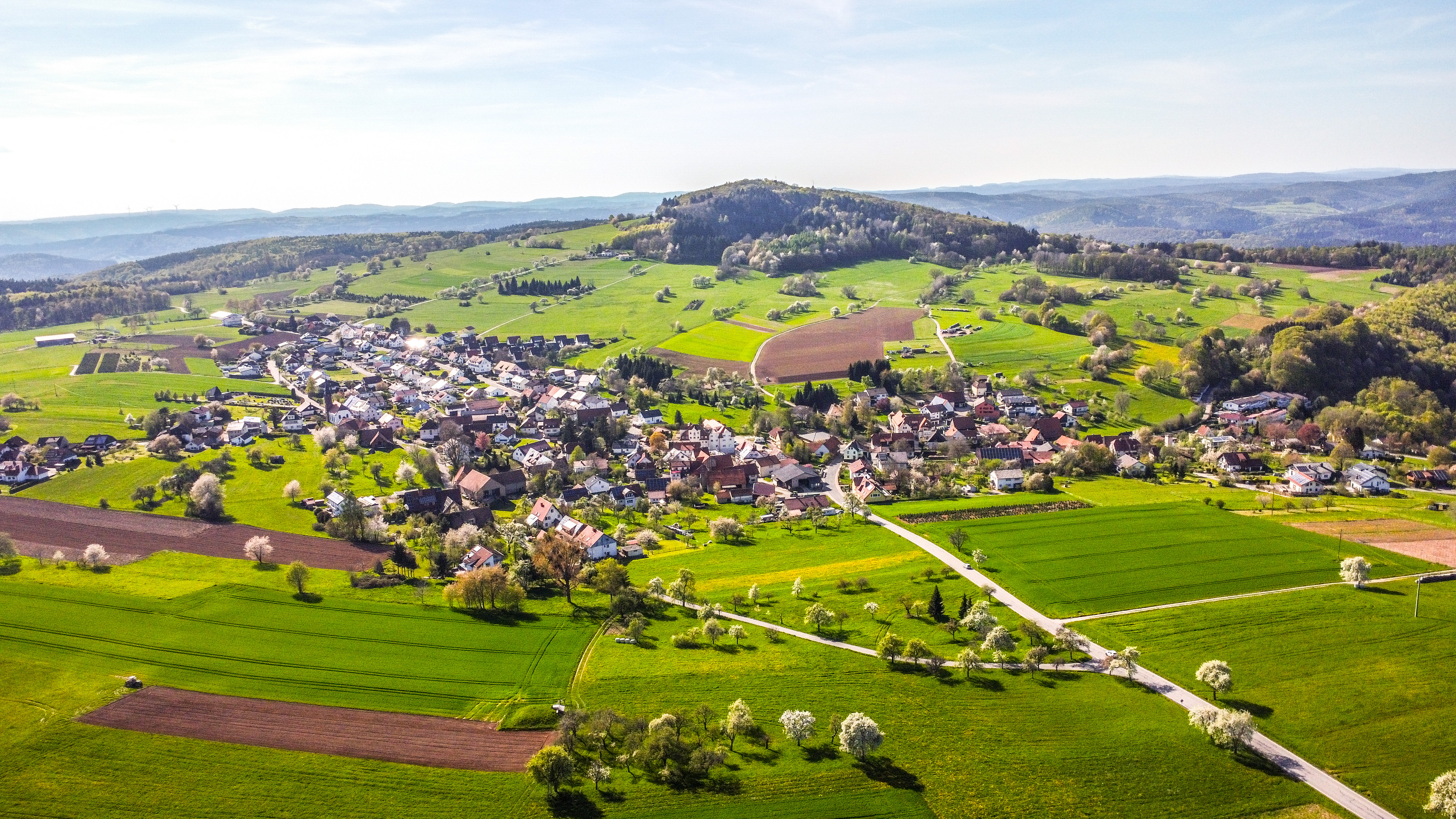
Katzenbuckel im Sommer

Waldbrunn ist eine zum Neckar-Odenwald-Kreis in Baden-Württemberg gehörende Gemeinde. Sie gehört zur europäischen Metropolregion Rhein-Neckar. Die Gemeinde liegt etwa 10 km von Eberbach und 15 km von Mosbach entfernt. Die Gemeindeverwaltung befindet sich im Ortsteil Strümpfelbrunn.

## Geografie

### Lage
Waldbrunn liegt am Fuße des Katzenbuckels, der höchsten Erhebung des Odenwaldes mi 626 m ü. NN. Der Katzenbuckel ist als erodierter Schlot vulkanischen Ursprungs. Er unterscheidet sich als Vulkanhärtling geologisch (Basaltgestein) von der ihn umgebenden Landschaft (Oberer Buntsandstein). Die Landschaft wird durch Plateaus und Täler geprägt. Mehr als 55 Prozent der Gemarkungsfläche ist bewaldet.

### Gemeindegliederung
Die Gemeinde Waldbrunn ist eine Verbundgemeinde mit sechs Ortsteilen, die sich im Zuge der baden-württembergischen Gemeindereform von 1971 am 1. Januar 1973 mit den davor selbstständigen Gemeinden Oberdielbach, Schollbrunn, Strümpfelbrunn, Waldkatzenbach und Weisbach unter dem Namen Waldbrunn zusammenschloss. Die Gemeinde Mülben trat dem freiwilligen Zusammenschluss am 1. Januar 1975 bei. 
Zu Mülben gehört das Jagdschloss Max-Wilhelmshöhe. Zu Oberdielbach gehören Die Weiler Meisental Siedlung und Post. Zur Schollbrunn gehören die Talmühle. Zu Strümpfelbrunn gehört der Weiler Oberhöllgrund. Zu Waldkatzenbach gehört der Weiler Unterhöllgrund. Zu Weisbach gehört die Weisbacher Mühle. Im Gebiet des Ortsteils Mülben liegen die Wüstungen Ober- und Unterferdinandsdorf.

### Klima
Waldbrunn ist ein staatlich anerkannter Luftkurort im Naturpark Neckartal-Odenwald. Klimatisch ist Waldbrunn den Bergklimaten zuzurechnen. Auffällig dabei ist der häufige leichte Wind, weshalb die Region um den Katzenbuckel auch Winterhauch genannt wird.

## Geschichte
Die in der Gemeinde Waldbrunn zusammengeschlossenen Orte auf der Hochfläche östlich des Neckartals sind Rodungssiedlungen aus der späten Siedlungszeit im hohen Mittelalter. Die meisten, wenn nicht alle der Orte wurden von den Herren von Zwingenberg, die auf der Burg Zwingenberg saßen, gegründet. Ihr Wappen mit den drei Schwanenhälsen findet sich in den Wappen von fünf der sechs Waldbrunner Teilorte. Als Gründer von Schollbrunn kommen eventuell auch Mönche des Klosters Mosbach in Betracht, der Ort Weisbach schließlich könnte auch eine ältere fränkische Gründung sein. Der Ort Mülben geht wohl auf eine abgegangene, östlich des heutigen Dorfes befindliche Mühle zurück.
Mit Ausnahme von Schollbrunn, das bereits im 14. Jahrhundert an die Pfalzgrafen kam, teilen die Orte die Geschichte der Herrschaft Zwingenberg und kamen 1404 in den Besitz der Herren von Hirschhorn, nach deren Aussterben im 18. Jahrhundert an die Göler von Ravensburg und von diesen durch Verkauf an die Kurpfalz. Gerichtlich gehörten die Orte alle der Zent Eberbach an. Östlich von Mülben verlief die Grenze zur Zent Mudau und damit zu Kurmainz, dort ist mit dem Heerhag noch eine Grenzbefestigung aus Wall und Graben erhalten.
Der größte und bedeutendste der Orte war Strümpfelbrunn, wo sich bereits früh eine Kapelle befand, die zur Mutterkirche für die Filialen in einigen anderen heutigen Waldbrunner Teilorten wurde, und wo ab 1521 ein von Kaiser Karl V. privilegierter Jahrmarkt stattfand. Auch in Schollbrunn, das früh aus der Herrschaft Zwingenberg herausgelöst wurde, bestand eine bedeutende alte Kirche, sie könnte als Ziel einer Wallfahrt sogar den Anlass zur Gründung des sie umgebenden Ortes gegeben haben.
Die unbefestigten Orte hatten besonders im Dreißigjährigen Krieg sehr zu leiden. Nach dem Krieg wurde das entvölkerte Land vor allem durch Schweizer Protestanten neu besiedelt, die durch Kurfürst Karl Friedrich angeworben worden waren. Schweizer machten sich besonders um die Wiederbesiedlung des Ortes Mülben verdient, der im Volksmund die Bezeichnung Kleine Schweiz trägt.
In Strümpfelbrunn gab es einst eine große jüdische Gemeinde, die um 1836 mit 78 Personen ihren höchsten Mitgliederstand hatte. Durch die Abwanderung in die industrialisierten Städte im späten 19. Jahrhundert verlor die Gemeinde allerdings an Bedeutungslosigkeit. Beim Novemberpogrom 1938 kam es zu schweren Ausschreitungen und Gewalttaten, in deren Verlauf die Synagoge und die jüdische Wirtschaft „Zum Löwen“ niedergebrannt wurden. Erst danach bemühten sich mehrere der jüdischen Einwohner um eine Auswanderung vom Ort. Am 1. September 1939 wurden noch 16 jüdische Einwohner gezählt. Von ihnen konnten drei in die USA, einer nach Argentinien emigrieren; zwei verzogen in andere Städte, einer verstarb noch am Ort. Die letzten acht jüdischen Einwohner wurden am 22. Oktober 1940 nach Gurs deportiert.
Einwohnerentwicklung
1939 wurden in Oberdielbach 550 Einwohner gezählt, Ende 1945 waren es 664. Im gleichen Zeitraum sank die Bevölkerung in Schollbrunn von 706 auf 543, in Strümpfelbrunn stieg sie von 538 auf 654 an, in Waldkatzenbach von 483 auf 688, in Weisbach von 355 auf 409 und in Mülben von 265 auf 294.
Am 1. Januar 1973 wurden Oberdielbach, Schollbrunn, Strümpfelbrunn, Waldkatzenbach und Weisbach zur neuen Gemeinde Waldbrunn zusammengefasst. Am 1. Januar 1975 erfolgte die Eingemeindung von Mülben.

Wappen der Ortsteile
Mülben
Oberdielbach
Schollbrunn
Strümpfelbrunn
Waldkatzenbach
Weisbach

## Religionen

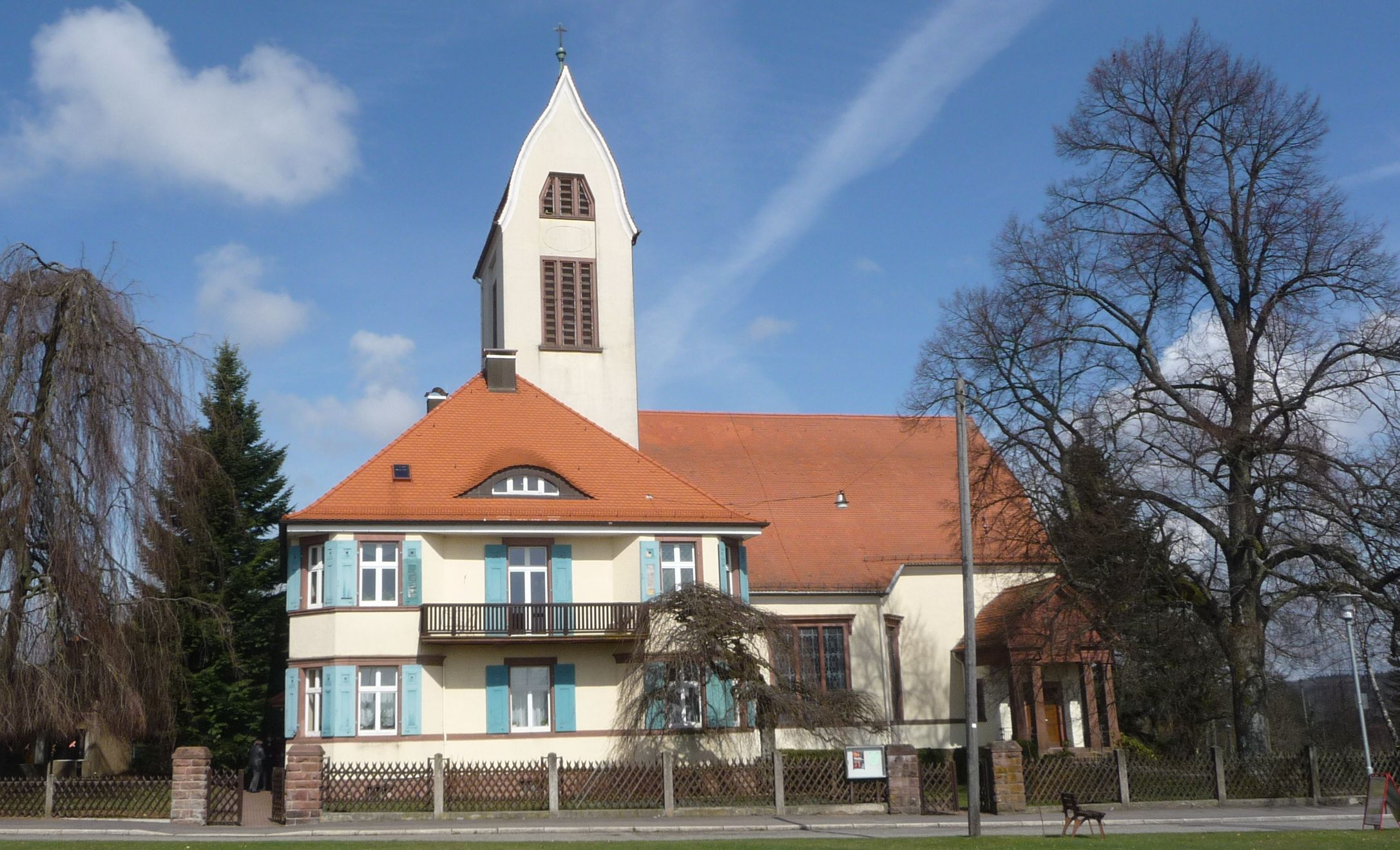
Evangelische Kirche Strümpfelbrunn

Waldbrunn ist seit der Reformation evangelisch geprägt. Auch heute gibt es in den Ortsteilen Strümpfelbrunn, Waldkatzenbach, Oberdielbach und Schollbrunn jeweils eigene evangelische Kirchengemeinden. Die evangelische Gemeinde in Weisbach mit ihrer Dorfkirche Weisbach ist jeher eine Filialgemeinde von Strümpfelbrunn. Die Katholiken der Pfarrgemeinde St. Maria werden im Rahmen der katholischen Seelsorgeeinheit „Neckartal-Hoher Odenwald Edith Stein“ (St. Afra – Neckargerach, St. Maria – Waldbrunn, St. Josef und St. Johannes Nepomuk – Eberbach) betreut.

## Politik

### Gemeinderat
In Waldbrunn wird der Gemeinderat nach dem Verfahren der unechten Teilortswahl gewählt. Diese garantiert den Ortsteilen eine festgelegte Anzahl von Sitzen. Aus Strümpfelbrunn, Oberdielbach und Waldkatzenbach kommen jeweils mindestens vier, aus Schollbrunn, Weisbach und Mülben jeweils mindestens zwei Gemeinderäte. Der Gemeinderat hat normalerweise 18 Mitglieder. Dabei kann sich die Zahl der Gemeinderäte durch Überhangmandate (Ausgleichssitze) verändern. 2024 besteht er aus 19 gewählten ehrenamtlichen Gemeinderäten und dem Bürgermeister als Vorsitzendem. Der Bürgermeister ist im Gemeinderat stimmberechtigt.
Die Kommunalwahl am 9. Juni 2024 führte zu folgendem Ergebnis.
| Parteien und Wählergemeinschaften | Parteien und Wählergemeinschaften           | % 2024  | Sitze 2024 | % 2019 | Sitze 2019 | Kommunalwahl 2024 %50403020100 44,72 %29,02 %26,25 % CDUUBWSPDGewinne und Verlusteim Vergleich zu 2019 %p 6 4 2 0 −2 −4 −6 −8+5,72 %p+1,82 %p−7,55 %pCDUUBWSPD |
| CDU                               | Christlich Demokratische Union Deutschlands | 44,72   | 8          | 39,0   | 8          | Kommunalwahl 2024 %50403020100 44,72 %29,02 %26,25 % CDUUBWSPDGewinne und Verlusteim Vergleich zu 2019 %p 6 4 2 0 −2 −4 −6 −8+5,72 %p+1,82 %p−7,55 %pCDUUBWSPD |
| UBW                               | Unabhängige Bürger Waldbrunn                | 29,02   | 6          | 27,2   | 5          | Kommunalwahl 2024 %50403020100 44,72 %29,02 %26,25 % CDUUBWSPDGewinne und Verlusteim Vergleich zu 2019 %p 6 4 2 0 −2 −4 −6 −8+5,72 %p+1,82 %p−7,55 %pCDUUBWSPD |
| SPD                               | Sozialdemokratische Partei Deutschlands     | 26,25   | 5          | 33,8   | 7          | Kommunalwahl 2024 %50403020100 44,72 %29,02 %26,25 % CDUUBWSPDGewinne und Verlusteim Vergleich zu 2019 %p 6 4 2 0 −2 −4 −6 −8+5,72 %p+1,82 %p−7,55 %pCDUUBWSPD |
| gesamt                            | gesamt                                      | 100,0   | 19         | 100,0  | 20         | Kommunalwahl 2024 %50403020100 44,72 %29,02 %26,25 % CDUUBWSPDGewinne und Verlusteim Vergleich zu 2019 %p 6 4 2 0 −2 −4 −6 −8+5,72 %p+1,82 %p−7,55 %pCDUUBWSPD |
| Wahlbeteiligung                   | Wahlbeteiligung                             | 67,49 % | 67,49 %    | 65,9 % | 65,9 %     | Kommunalwahl 2024 %50403020100 44,72 %29,02 %26,25 % CDUUBWSPDGewinne und Verlusteim Vergleich zu 2019 %p 6 4 2 0 −2 −4 −6 −8+5,72 %p+1,82 %p−7,55 %pCDUUBWSPD |

Außerdem sind in den sechs ehemaligen Gemeinden Ortschaften im Sinne der baden-württembergischen Gemeindeordnung mit Ortschaftsräten und Ortsvorstehern eingerichtet.

### Bürgermeister
Der Bürgermeister wird alle acht Jahre direkt gewählt. Seit 2013 amtiert Markus Haas.
- 1973–1997 Gerhard Hauck[7]
- 1997–2013 Klaus Schölch
- seit 2013 Markus Haas

Bei den Bürgermeisterwahlen am 17. Februar 2013 wurde Markus Haas mit 75,55 % im ersten Wahlgang gewählt. Am 7. Februar 2021 wurde er mit 81,72 % ebenfalls im ersten Wahlgang wiedergewählt.

### Verwaltungsverband
Es besteht ein Gemeindeverwaltungsverband der Gemeinden Binau, Neckargerach, Waldbrunn und Zwingenberg (Baden).

### Wappen
| Wappen von Waldbrunn | Blasonierung: „In Silber (Weiß) eine in Form eines Tannenwipfels dreimal gezahnte grüne Spitze, belegt mit einer anstoßenden silbernen (weißen) Brunnenschale mit drei aufsteigenden silbernen (weißen) Fontänen übereinander.“ |
| Wappen von Waldbrunn | Wappenbegründung: Die Tanne und der Brunnen verweisen redend auf den Ortsnamen. Die sechs Spitzen der Tanne erinnern an die sechs Ortsteile.                                                                                    |

### Städtepartnerschaften
Waldbrunn ist seit 1989 mit Kobersdorf im Burgenland, Österreich, partnerschaftlich verbunden. Zudem existiert eine sehr enge Beziehung zu Freyming-Merlebach in Lothringen, Frankreich.

## Kultur und Sehenswürdigkeiten

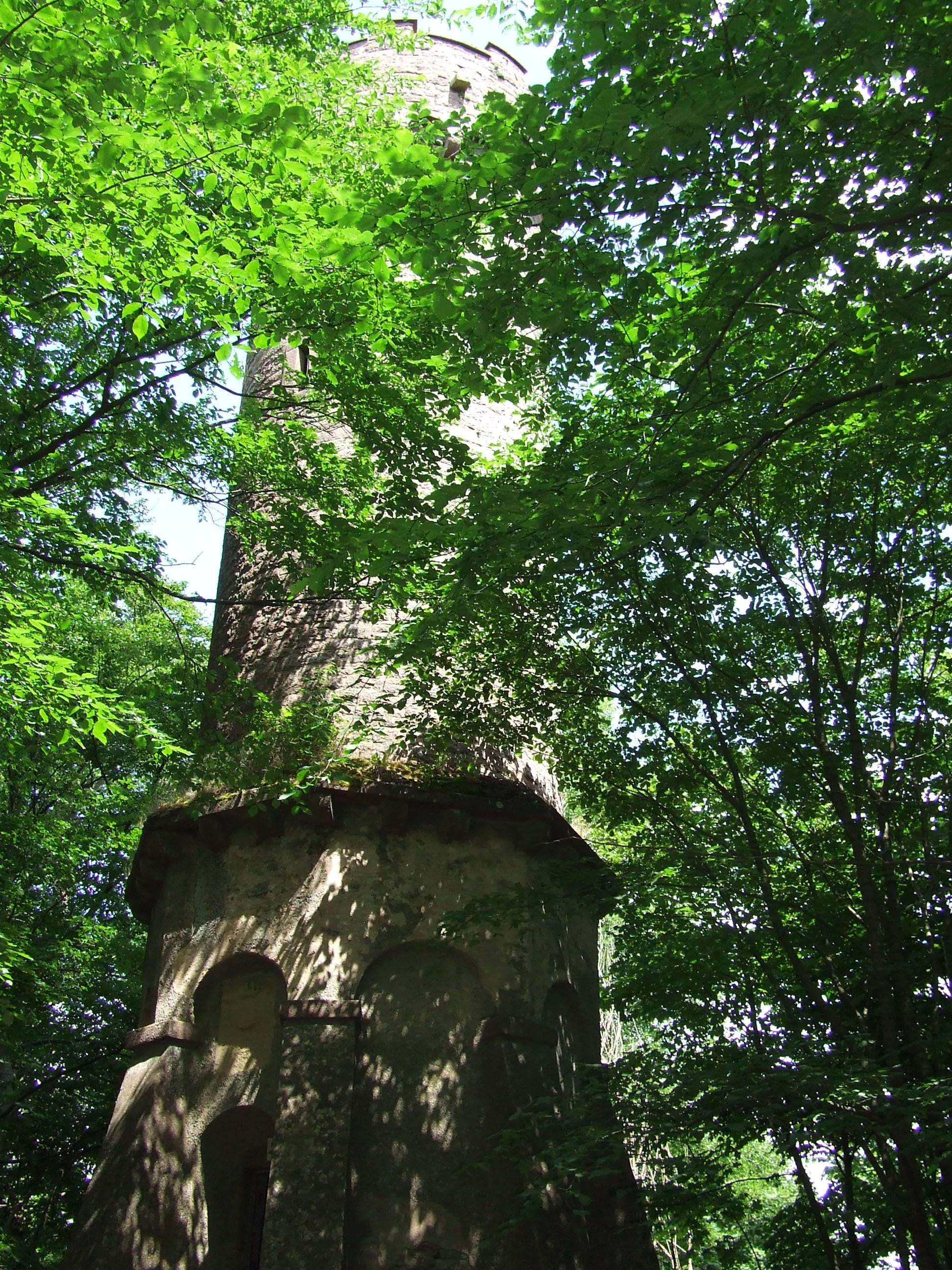
Katzenbuckelturm

- Der Neckar-Odenwald-Limes, Weltkulturerbe seit 2005, verläuft am Ostrand der Gemarkung.
- Die katholische Kirche in Strümpfelbrunn ist die ursprüngliche Kirche des Ortes und war Mutterkirche von weiteren Kirchen in der Gemeinde. Sie geht auf eine alte Kapelle zurück. In unmittelbarer Nachbarschaft befand sich auch die alte evangelische Kirche des Ortes, die nach dem Bau der heutigen evangelischen Kirche noch bis 1975 zu verschiedenen Zwecken genutzt und dann abgerissen wurde.
- Die evangelische Kirche in Strümpfelbrunn wurde von 1914 bis 1916 nach Plänen von Emil Döring errichtet und am 25. März 1917 geweiht. Gemeinsam mit dem benachbarten, gleichzeitig erbauten Pfarrhaus bildet das Ensemble ein seltenes Beispiel für einen Gruppenbau jener Zeit. Das Ensemble gilt als Kulturdenkmal, die Kirche wurde von 1978 bis 1995 umfassend renoviert.[10]
- Die evangelische Kirche von Oberdielbach wurde 1902/03 erbaut.
- Die evangelische Kirche in Schollbrunn geht noch auf das Mittelalter zurück. Der massive Chorturm ist im Innern datiert auf 1367 und enthält mittelalterliche Fresken. Das Langhaus wurde 1736/39 in seine heutige Gestalt umgebaut.
- Die katholische Kapelle in Schollbrunn entstand 1982/84 durch den Umbau des alten, zwischenzeitlich als Wohnhaus genutzten katholischen Schulhauses, an das schon 1778 ein Kapellenraum angebaut worden war.
- Die evangelische Kirche in Waldkatzenbach wurde 1747/48 mit Unterstützung der Familie Göler von Ravensburg erbaut, deren Wappen sich in der Kanzelfüllung befindet.
- Die von einer Brunnenanlage umgebene Dorflinde von Waldkatzenbach stammt aus der Zeit nach dem Dreißigjährigen Krieg und hat damit ein Alter von etwa 350 Jahren. Sie ist ein Naturdenkmal.
- Die evangelische Kirche von Weisbach wurde 1955 erbaut.
- Auf der Gemarkung von Weisbach befinden sich fünf historische Steinkreuze.
- In Mülben gibt es einen Kurpark, außerdem befindet sich mit dem Kurgestüt Hoher Odenwald dort auch Deutschlands einzige Stutenmilch-Farm. Ein privates Museum am Ort zeigt historische landwirtschaftliche Geräte.
- Die Hindenburgsäule in der Nähe der Katzenbuckel-Therme zwischen Strümpfelbrunn und Oberdielbach erinnert an die Teilnahme des Generalfeldmarschalls und späteren Reichspräsidenten Paul von Hindenburg bei einem Herbstmanöver auf dem Winterhauch im Jahr 1901. Die 9 m hohe Sandsteinsäule mit Feuerschale wurde 1927 von umliegenden Gemeinden und Militärvereinen errichtet.[11]
- Der Aussichtsturm auf dem Katzenbuckel bietet von seiner Aussichtsplattform in 18 m Höhe eine Rundsicht über die Gemeinde und über die bewaldeten Kuppen und Bergrücken des Odenwaldes.
- Das Felsenhaus des Hölzerlips (49° 29′ 8″ N, 9° 5′ 47″ O), eine Gesteinsformation aus größeren Felsbrocken (Aufschluss) auf einer Höhe von 530 Meter ü. NN und aus den Verwitterungsresten einer besonders harten, verkieselten Buntsandstein-Schicht (Hauptgeröllhorizont) bestehend, ist im Markgrafenwald zu sehen. Ihren Namen hat sie von der Räuberbande Winterhauchbande um den als Hölzerlips bekannt gewordenen Räuber Georg Philipp Lang, die den Bereich als Unterschlupf genutzt haben soll. An einer Wegespinne wenige Dutzend Meter südlich befindet sich der Steinerne Tisch. Nördlich davon in Richtung Reisenbacher Grund befindet sich das aufgegebene Dorf Unterferdinandsdorf, von dem noch Ruinen zu sehen sind.
- Im Norden in der Gemarkung Mülben (westlich, mit Mülben durch die 3,6 km lange Forststraße Markgrafenstraße verbunden) liegt an der Stelle des ebenfalls aufgegebenen Ortes Oberferdinandsdorf das als Kulturdenkmal geschützte Jagdschloss Max-Wilhelmshöhe.

## Wirtschaft und Infrastruktur

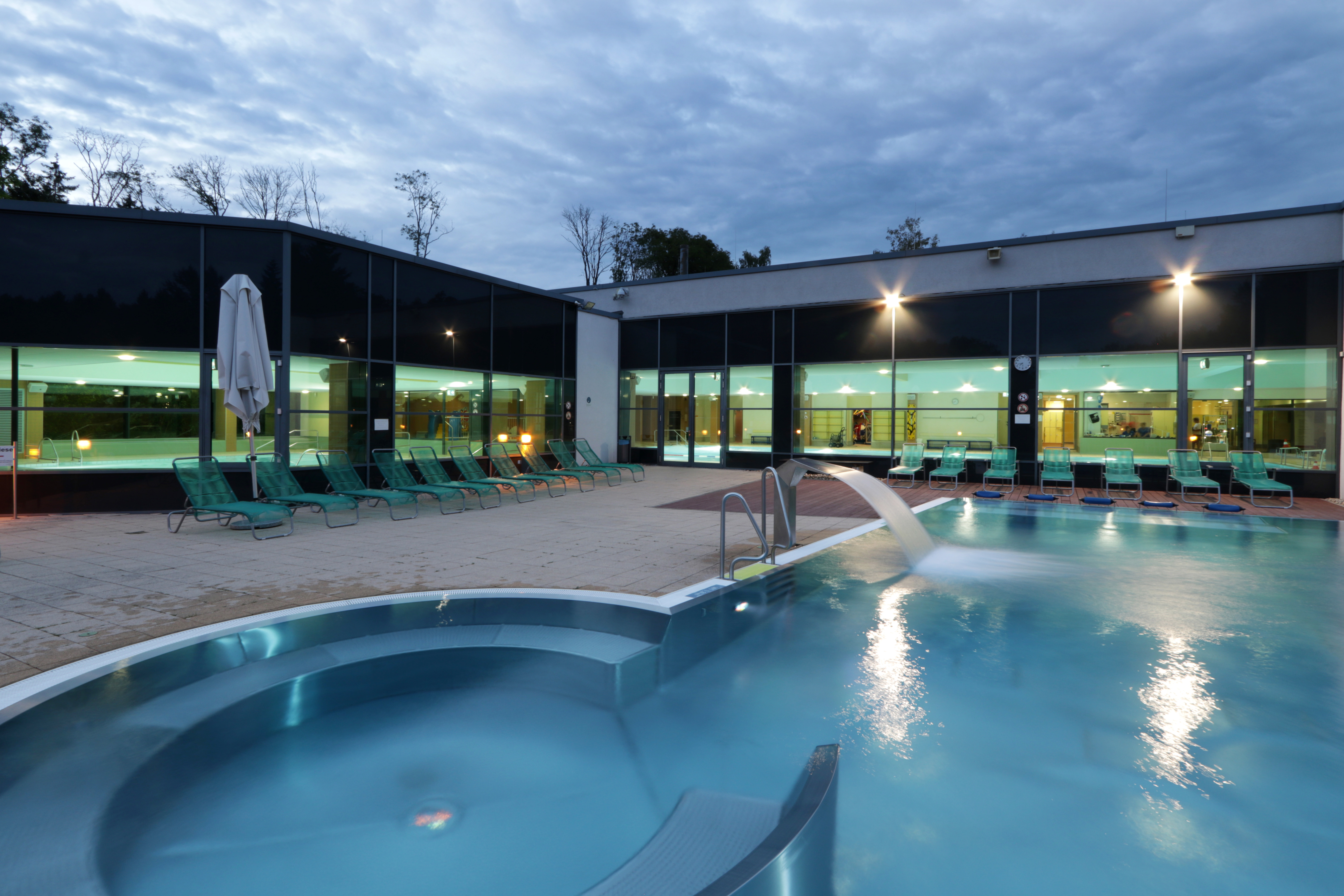
Die Katzenbuckel-Therme am Abend

Klein- und Mittelständische Betriebe prägen die wirtschaftliche Struktur von Waldbrunn und es haben sich noch etliche landwirtschaftliche Nebenerwerbsbetriebe erhalten. Größter Arbeitgeber ist die Maschinenfabrik Gerd Mosca, einer der größten Umreifungsmaschinen-Produzenten weltweit.
Eine weitere wichtige Einnahmequelle ist der Tourismus. Waldbrunn ist staatlich anerkannter Luftkurort mit zahlreichen privaten Ferienwohnungen und Appartements sowie dem Feriendorf. Außer Naherholungssuchenden kommen auch viele Gäste aus den europäischen Nachbarländern in die Gemeinde. Prominentes Ausflugsziel ist der Katzenbuckel (626 m ü. NN), die höchste Erhebung des Odenwaldes, mit seinen Wanderwegen und Wintersportanlagen (Loipen, Rodelhang).
Die Katzenbuckel-Therme am Ort ist ein Familienbad mit mehreren Schwimmbecken (auch Außenbecken) und Bio-Sauna. Oberhalb des Gebäudes befindet sich der Geobiologischer Lehr- und Übungsgarten der sich mit der Radiästhesie befasst. Ihr von Ernst Hartmann in Waldbrunn gegründeter Verein ist dort aktiv.

### Bildung
In Waldbrunn gibt es mit dem KinderCampus Winterhauch eine Bildungseinrichtung die Grundschule und Kindertagesstätte unter einem Dach vereint. Die Grundschule kooperiert mit dem Sonderpädagogischen Bildungs- und Beratungszentrum, der Schwarzbach Schule.
Neben dem KinderCampus gibt es in den Ortsteilen Oberdielbach und Waldkatzenbach weitere Kindergärten.

### Medien
- Rhein-Neckar-Zeitung, Ausgabe Mosbach und Eberbach
- Eberbacher Zeitung
- [Katzenpfad] Online Magazin
- [NOKzeit] Online Magazin für den Neckar-Odenwald- sowie den Rhein-Neckar-Kreis
- Amtsblatt

## Persönlichkeiten

### Ehrenbürger
Waldbrunn hat folgende Ehrenbürgerwürden verliehen:
- Fritz Schmidt
- Franz Vester, Pfarrer
- Gerhard Hauck, Bürgermeister[15]
- Gerd Mosca, Unternehmer
- Manfred Fuchs, ehemaliger Bürgermeister der Partnergemeinde Kobersdorf[9]

### Söhne und Töchter der Gemeinde
- Andreas Hintenach (1844–1927), Benediktiner, Erzabt von St. Vincent in Latrobe, Pennsylvania, USA
- Theodor Leutwein (1849–1921), Kommandeur der Kaiserlichen Schutztruppe und Gouverneur von Deutsch-Südwestafrika
- Sophia Schmitt (1879–1904), geboren in Mülben, Missionsschwester und Märtyrin
- Valentin Schmitt (1885–1973), geboren in Weisbach, Landwirt, Mitglied der Vorläufigen Volksvertretung von Württemberg-Baden
- Harald B. Schäfer (1938–2013), geboren in Oberdielbach, Lehrer, Politiker (SPD), ab 1972 Mitglied des Bundestages, 1992–1996 Umweltminister Baden-Württembergs
- Paul Steiner (* 1957), Fußballspieler, Fußball-Weltmeister 1990
- Timo Bracht (* 1975), Triathlet

### Persönlichkeiten, die mit Waldbrunn verbunden waren
- Karl Drais (1785–1851), Forstmann und Erfinder, lebte und arbeitete zwischen 1839 und 1845 als Forstmann im Waldbrunner Ortsteil Waldkatzenbach, wo er seine Eisenbahn-Draisine entwickelte. In der nach ihm benannten Straße steht heute noch sein damaliges Wohnhaus. Seit 2017 erinnert der Karl Drais-Radweg, der durch alle Waldbrunner Ortsteile führt und mit Infotafeln in Waldkatzenbach ergänzt ist, an ihn.
- Erna-Maria Geier (1923–1994), Politikerin (CDU), 1966–1976 MdL Hessen, 1976–1983 MdB, ist in Waldbrunn gestorben.